# Aleksej Konsovskij
Aleksej Konsovskij (Mosca, 28 gennaio 1912 – Mosca, 20 luglio 1991) è stato un attore sovietico.

## Filmografia parziale

### Attore
- Poslednjaja noč', regia di  Julij Rajzman (1936)
- Bolotnye soldaty, regia di  Aleksandr Mačeret (1938)
- La famiglia Oppenheim (Sem'ja Oppengejm) regia di Grigorij Rošal' (1938)
- Komendant Ptič'ego ostrova, regia di Vasilij Pronin (1939)
- Šёl soldat s fronta, regia di  Vladimir Legošin (1939)
- Člen pravitel'stva, regia di Iosif Chejfic e Aleksandr Zachri (1939)
- Doč' morjaka, regia di Georgij Tasin (1941)
- Mašen'ka, regia di Julij Rajzman (1942)
- Princ i niščij, regia di Ėrast Garin e Chesja Lokšina (1942)
- Siamo degli Urali (My s Urala), regia di Lev Kulešov (1943)
- Morskoj batal'on, regia di Aleksandr Fajncimmer e Adol'f Minkin (1944)
- Sinegorija, regia di Ėrast Garin e Chesja Lokšina (1946)
- Bol'šaja žizn'. Vtoraja serija, regia di Leonid Lukov (1946)
- Zoluška, regia di Nadežda Koševerova e Michail Šapiro (1947)
- Primavera (Vesna), regia di  Grigorij Aleksandrov (1947)
- L'educazione dei sentimenti (Sel'skaja učitel'nica), regia di Mark Donskoj (1947)
- Michajlo Lomonosov, regia di Aleksandr Ivanov (1955)
- Otcy i deti, regia di Adol'f Bergunker e Natal'ja Raševskaja (1958)
- Syn Iristona, regia di Vladimir Čebotarёv (1959)
- Obyknovennoe čudo, regia di  Ėrast Garin e Chesja Lokšina (1964)
- Raspad, regia di Mikhail Belikov (1990)

## Premi
- Artista onorato della RSFSR
- Artista popolare della RSFSR